# Håkan Hellström (ekonom)
Håkan Arne Hellström, född 1956, är en svensk civilekonom och auktoriserad revisor. Han var vd för fastighetsbolaget Castellum från 2006 till 2013.
Hellström växte upp i Vänersborg där hans far drev en Ica-butik. Efter avslutad militärtjänstgöring började han att studera vid Handelshögskolan i Göteborg. År 1979 tog han examen därifrån och började att arbeta med redovisning på ett verkstadsföretag i Göteborg. Några år senare fick Hellström anställning vid revisionsfirman Sillén & Jacobsson. 
År 1994 rekryterades han till det nybildade fastighetsbolaget Castellum som ekonomidirektör, där blev han sedermera vice vd 1999 och därefter vd år 2006. I Castellums rapport för det tredje kvartalet 2012 tillkännagavs det att Hellström skulle avgå som vd vid bolagsstämman i mars 2013 för att gå i pension. Hans efterträdare på vd-posten var Henrik Saxborn.